# Lichinales
De Lichinales vormen een orde van Lecanoromycetes uit de subklasse van Lecanoromycetidae.
Tot deze orde behoren bepaalde soorten korstmossen.

## Taxonomie
De taxonomische indeling van de Lichinales is als volgt:
- Familie: Gloeoheppiaceae
- Familie: Lichinaceae
- Familie: Peltulaceae